# 财务官清真寺
马哈茂德·埃芬迪财务官清真寺（土耳其語：Defterdar Camii, Defterdar Mahmut Efendi Camii）是一座历史悠久的清真寺，位于土耳其伊斯坦布尔埃于普区。由奥斯曼帝国财务官马哈茂德·埃芬迪（约1500至1546年）委托建筑师科查·米马尔·希南建于1542年。这座清真寺圆顶顶部不是新月，而是墨水瓶和笔，代表着清真寺的创始人的职业。（defterdar的字面意思：笔记本+后缀：实干家）。原作于1997年毁于一场风暴。十年后，2007年5月30日，更换为新的。